# Campionati europei di concorso completo 1953
I Campionati europei di concorso completo 1953 si sono svolti a Badminton in Gran Bretagna.

## Podi
| Evento           | Oro           | Argento       | Bronzo             |
| Gara individuale | Lawrence Rook | Frank Weldon  | Hans Schwarzenbach |
| Gara a squadre   | Regno Unito   | Non assegnato | Non assegnato      |

## Medagliere
| Posiz. | Nazione     | Oro | Argento | Bronzo | Totale |
| ------ | ----------- | --- | ------- | ------ | ------ |
| 1      | Regno Unito | 2   | 1       | 0      | 3      |
| 2      | Svizzera    | 0   | 0       | 1      | 1      |
| Totale | Totale      | 2   | 1       | 1      | 4      |